# Універсум фон Неймана
У теорії множин і суміжних з нею галузях математики під універсумом фон Неймана  (позначається V), або ієрархією множин за фон Нейманом, розуміють клас, утворений спадковими фундованими множинами. Така сукупність, що формалізується теорією множин Цермело — Френкеля (ZFC), часто використовується для інтерпретації або обґрунтування ZFC-аксіом.
Ранг фундованої множини індуктивно визначається як найменше порядкове число, що перевищує ранг будь-якого елемента цієї множини. Зокрема, ранг порожньої множини дорівнює нулю, а ранг будь-якого порядкового числа дорівнює йому самому. Множини, що входять до класу V, в силу поділу на ранги, утворюють трансфінітну ієрархію, яка також називається кумулятивною ієрархією множин.

## Історія
1982 року Грегорі Мур заявив, що кумулятивну ієрархію типів, також відому як універсум фон Неймана, приписали фон Нейману помилково. Вперше універсум фон Неймана згадується в публікації Ернста Цермело (1930).
Існування і єдиність трансфінітно рекурсивного визначення множин довів фон Нейман 1928 року для випадку теорії множин Цермело — Френкеля, а також його власної теорії множин (яка згодом стала основою теорії NBG). Однак у жодній із цих статей він не використовував свій трансфінітно рекурсивний метод для побудови універсальної сукупності всіх множин. Описи фоннейманівського універсуму, зроблені Бернайсом і Мендельсоном, приписують фон Нейману метод побудови на основі трансфінітної індукції, але не його застосування до задачі побудови універсуму звичайних множин.
Символ V — це не відсилання до імені фон Неймана. 1889 року Пеано використовував його для позначення універсуму множин, маючи на увазі під буквою V слово «Verum», яке він застосовував не тільки як логічний символ, але й для позначення класу всіх елементів. 1910 року Вайтгед і Рассел перейняли нотацію Пеано для позначення класу всіх множин. У статтях фон Неймана про порядкові числа і трансфінітну індукцію (1920-ті) позначення V (в сенсі класу всіх множин) не використовується. Пол Коен явно приписує використаний ним символ V (клас всіх множин) статті, написаної Геделем 1940 року, хоча Гедель, найпевніше, запозичив це позначення з раніших публікацій, таких, як роботи Вайтгеда і Рассела.
Формулу {\displaystyle \bigcup _{\alpha }V_{\alpha }} часто розглядають як теорему, а не визначення. За твердженням Ройтман (без посилань на будь-які джерела), еквівалентність аксіоми регулярності і рівності кумулятивної ієрархії універсуму ZF-множин вперше продемонстрував фон Нейман.

## Визначення
Кумулятивна ієрархія — це сімейство множин {\displaystyle V_{\alpha }}, де індекс {\displaystyle \alpha } пробігає клас усіх порядкових чисел. Конкретніше, множина {\displaystyle V_{\alpha }} складається з усіх множин, що мають ранг менше ніж {\displaystyle \alpha }. Таким чином, кожному порядковому числу {\displaystyle \alpha } відповідає єдина множина {\displaystyle V_{\alpha }}. Формально множину {\displaystyle V_{\alpha }} можна визначити за допомогою трансфінітної рекурсії:
- Як {\displaystyle V_{0}} виберемо порожню множину:
{\displaystyle V_{0}:=\{\}.}
- Нехай {\displaystyle \beta } — довільне порядкове число, тоді {\displaystyle V_{\beta +1}} визначається як булеан множини {\displaystyle V_{\beta }}:
{\displaystyle V_{\beta +1}:={\mathcal {P}}(V_{\beta }).}
- Нехай {\displaystyle \lambda } — граничне порядкове число, тоді {\displaystyle V_{\lambda }} визначається як об'єднання всіх V-множин, побудованих на попередніх кроках:
{\displaystyle V_{\lambda }:=\bigcup _{\beta <\lambda }V_{\beta }.}

Ключова особливість цього визначення полягає в тому, що мовою теорії ZFC твердження про те, що «множина {\displaystyle x} належить {\displaystyle V_{\alpha }}», виражається єдиною формулою вигляду {\displaystyle \varphi (\alpha ,x)}.
Класом {\displaystyle V} називається об'єднання всіх множин виду {\displaystyle V_{\alpha }}:
{\displaystyle V:=\bigcup _{\alpha }V_{\alpha }}.
Еквівалентне визначення використовує позначення вигляду
{\displaystyle V_{\alpha }:=\bigcup _{\beta <\alpha }{\mathcal {P}}(V_{\beta })},
де {\displaystyle \alpha } — довільне порядкове число, а {\displaystyle {\mathcal {P}}(X)} булеан множини {\displaystyle X}.
Рангом множини {\displaystyle S} називається найменше {\displaystyle \alpha }, за якого {\displaystyle S\subseteq V_{\alpha }\,.}
На малюнку схематично зображено перші п'ять рівнів ієрархії фон Неймана (від {\displaystyle V_{0}} до {\displaystyle V_{4}}). (Порожній блок відповідає порожній множині. Блок, усередині якого міститься тільки порожній блок, відповідає множині, єдиним елементом якої є порожня множина, і так далі.)
Множина {\displaystyle V_{5}} складається з 65536 елементів. Розмір множини {\displaystyle V_{6}} становить {\displaystyle 2^{65536}} і істотно перевищує число атомів у спостережуваному Всесвіті. Таким чином, кінцеві рівні кумулятивної ієрархії, що мають індекс вище 5, не можна виписати явно. Множина {\displaystyle V_{\omega }} має ту ж потужність, що й {\displaystyle \omega }. Потужність {\displaystyle V_{\omega +1}} збігається з потужністю множини дійсних чисел.

## V і теорія множин
Якщо ω-множина натуральних чисел, то множина {\displaystyle V_{\omega }} складається зі спадково скінченних множин і є моделлю теорії множин без аксіоми нескінченності. {\displaystyle V_{\omega +\omega }} є універсумом «звичайної математики» і моделлю теорії множин Цермело. Якщо {\displaystyle \kappa } — недосяжне кардинальне число, то {\displaystyle V_{\kappa }} — модель самої теорії ZFC, тоді як {\displaystyle V_{\kappa +1}} — це модель теорії множин Морса — Келлі.
V не є «множиною всіх множин» з двох причин. По-перше, V не є множиною; попри те, що кожна зі сукупностей {\displaystyle V_{\alpha }} є множиною, їх об'єднання V — власний клас. По-друге, тільки фундовані множини є елементами класу V. Відповідно до аксіоми фундування (або регулярності) кожна множина є фундованою і, отже, входить до класу V. Таким чином, у теорії ZFC кожна множина є елементом класу V. Однак в інших аксіоматичних системах аксіома фундування може бути заміненою своїм сильним запереченням (наприклад, аксіомою антифундування Акзеля), або просто бути відсутньою. Подібні теорії нефундованих множин зазвичай не застосовуються на практиці, але цілком можуть бути об'єктом дослідження.
Третє заперечення проти інтерпретації V як «множини всіх множин» полягає в тому, що не кожна множина є «чистою», тобто може бути виражена через порожню множину, булеан і об'єднання. 1908 року Цермело запропонував додати в теорію множин урелементи, і 1930 року побудував на їх основі трансфінітну рекурсивну ієрархію. Подібні урелементи широко використовуються в теорії моделей — зокрема, моделях Френкеля — Мостовського.

## Погляд з позиції філософії
Існують два основних підходи (без урахування різних варіантів і проміжних градацій) до розуміння взаємозв'язку між універсумом фон Неймана V і теорією ZFC. В загальних рисах: формалісти схильні сприймати V як якийсь наслідок ZFC-аксіом (наприклад, у теорії ZFC можна довести, що кожна множина є елементом V), тоді як реалісти найчастіше бачать в універсумі фон Неймана об'єкт, безпосередньо доступний інтуїції, а в аксіомах ZFC — твердження, істинність яких у контексті V можна підтвердити за допомогою прямих доводів, висловлених природною мовою. Одна з можливих проміжних точок зору полягає в тому, що уявний образ фоннейманівської ієрархії служить обґрунтуванням ZFC-аксіом (тим самим надаючи їм об'єктивності), хоча й не обов'язково відповідає яким-небудь об'єктам, що реально існують.